# Dehaasia
Dehaasia är ett släkte av lagerväxter. Dehaasia ingår i familjen lagerväxter.

## Dottertaxa tillDehaasia, i alfabetisk ordning[1]
- Dehaasia annamensis
- Dehaasia arunachalensis
- Dehaasia assamica
- Dehaasia brachybotrys
- Dehaasia cairocan
- Dehaasia candolleana
- Dehaasia celebica
- Dehaasia corynantha
- Dehaasia cuneata
- Dehaasia firma
- Dehaasia gigantocarpa
- Dehaasia hainanensis
- Dehaasia hirsuta
- Dehaasia incrassata
- Dehaasia kerrii
- Dehaasia kurzii
- Dehaasia kwangtungensis
- Dehaasia lancifolia
- Dehaasia longipedicellata
- Dehaasia longipetiolata
- Dehaasia membranacea
- Dehaasia nitida
- Dehaasia palembanica
- Dehaasia paradoxa
- Dehaasia pauciflora
- Dehaasia polyneura
- Dehaasia purpurea
- Dehaasia rangamattiensis
- Dehaasia subcaesia
- Dehaasia suborbicularis
- Dehaasia sumatrana
- Dehaasia sumbaensis
- Dehaasia teijsmannii
- Dehaasia titanophylla
- Dehaasia tomentosa
- Dehaasia turfosa
- Dehaasia velutinosa